# Черьомушкино
Черьо́мушкино (рос. Черёмушкино) — село у складі Залісовського округу Алтайського краю, Росія.

## Населення
Населення — 1116 осіб (2010; 1251 у 2002).
Національний склад (станом на 2002 рік):
- росіяни — 87 %